# 라이브 투데이 (매일경제TV)
《라이브 투데이》는 평일 낮 1시에 방송되었던 매일경제TV MBN의 경제 뉴스 프로그램이다.

## 진행자
- 박종진 앵커 (2011년 10월 4일 ~ 2011년 11월 30일)

## 역대 진행자
- 이영규 앵커 (2004년 7월 5일 ~ 2007년 3월 9일)
- 김희경 앵커 (2007년 3월 12일 ~ 2011년 9월 30일)

## 경쟁 뉴스 프로그램
- 뉴스N이슈 (YTN)